# مقبل أباد (شورآب)
مقبل أباد (بالفارسية: مقبل‌آباد) هي قرية تقع في إيران في قسم شورآب الريفي. يقدر عدد سكانها بـ 272 نسمة .